# مارتين لانيغ
مارتين لانيغ (بالألمانية: Martin Lanig)‏ (مواليد 11 يوليو 1984 في باد ليرغينثيم - ألمانيا الغربية) لاعب كرة قدم ألماني يلعب حاليا لصالح نادي الدرجة الأولى كولن الألماني منذ 2010 في مركز الوسط المحوري. و قد أنتقل لنادي كولن قادما من نادي شتوتغارت الذي لعب له من 2008 و حتى 2010.

## روابط خارجية
- مارتين لانيغ على موقع قاعدة بيانات كرة القدم.إي يو (الإنجليزية)
- مارتين لانيغ على موقع بيانات كرة القدم. دي إي (الألمانية)
- مارتين لانيغ على موقع Soccerbase.com (لاعب) (الإنجليزية)
- مارتين لانيغ على موقع Soccerway.com (الإنجليزية)
- مارتين لانيغ على موقع عالم كرة القدم.نت (الإنجليزية)
- مارتين لانيغ على موقع كووورة
- مارتين لانيغ على موقع AS.com (الإسبانية)